# 薩瓦尼利亞區 (阿拉胡埃拉省)
薩瓦尼利亞區（西班牙語：Sabanilla），是哥斯達黎加的一個區，位於該國西北部阿拉胡埃拉省，面積43.32平方公里，海拔高度1,258米，2011年人口9,059，人口密度每平方公里207.96人。